# Francis Santana
Juan Francisco Santana Solís (* 20. Juni 1929 in Santo Domingo; † 11. Januar 2014 in Santo Domingo) war ein dominikanischer Sänger.

## Leben
Der Sohn eines populären Sängers wurde 1943 Mitglied des Trios von Carlos Taylor, mit dem er seine ersten Rundfunkauftritte beim Radiosender HIT hatte. Im Folgejahr trat er mit Paco Escribano im Rundfunkprogramm für die Nationallotterie auf. 1947 wurde er Sänger in Antonio Morels Antillana Orchestra, mit dem er im Folgejahr seine erste Merengue Límpiate el bozo auf Schallplatte aufnahm.
1951 erhielt er einen Vertrag beim Rundfunksender La Voz Dominicana. 1953 wurde er Mitglied von Napoleón Zayas’ Orchester Ciudad Trujillo, mit dem er auf Curaçao und Aruba auftrat. Im Folgejahr wurde er Sänger des Orchesters von Rafael Solano. 1956–57 trat er mit dem Orquesta Angelita des Senders La Voz Dominicana auf. In den 1960er Jahren arbeitete er mit Solano in Santo Domingo zusammen.
Neben mehreren LPs erschien von Santana Singles wie El amor y la ventura, Ansias, Que llore und Te puedo perdonar. Mit Antonio Morel nahm er Salve de San Cristóbal von Enriquillo Sánchez, Lamento náufrago von Rafael Campos Miranda und das haitianische Volkslied Massá Massá auf, mit dem Sänger Rafael Colón La bayamesa, Noche de ronda, Tú lo sabes und andere Stücke.

## Diskografie
- Solano y sus mejores amigos
- Son de felicidad (mit Víctor Víctor)
- Sin Título, 1976
- El Papaupa, 1971
- (Son, Son, Son) Sancocho, 1995
- El Disco de Oro, 2000
- Dos Grandes de Quisqueya: Francis Santana & Rafael Solano